# Locus of control
Locus of control of beheersingsoriëntatie is de mate waarin iemand de oorzaken van wat hem of haar overkomt bij zichzelf of juist buiten zichzelf zoekt. Locus of control is een eigenschap van iemands persoonlijkheid, en er kunnen grofweg twee soorten onderscheiden worden:
- intern: Iemand met een interne locus of control gelooft dat hij zijn eigen leven bepaalt.
- extern: Iemand met een externe locus of control gelooft dat zijn leven bepaald wordt door zijn omgeving, het lot, toeval of andere mensen en/of god.

Het locus-of-controlconcept werd voor het eerst geformuleerd door psycholoog J.B. Rotter in 1954 en later verder uitgewerkt door H.M. Lefcourt.

## Intern of extern
Een interne locus of control duidt erop dat iemand gelooft dat hij/zij zelf verantwoordelijk is voor het succes (of het falen) van zijn pogingen om een doel te bereiken. Hij schrijft het resultaat (of het gebrek aan resultaat) toe aan zijn eigen gedrag, zijn eigen karakter en zijn goede en slechte eigenschappen.
Een externe locus of control duidt erop dat iemand meent dat de resultaten (of het gebrek aan resultaten) van zijn pogingen om een doel te bereiken toe te schrijven zijn aan oorzaken buiten zichzelf, zoals geluk, zijn sociale positie, andere mensen, enzovoort.
Interne en externe locus of control zijn twee uitersten op een continue schaal en sluiten elkaar niet uit. Iemand heeft niet óf een interne óf een externe locus of control, maar een zekere mate van beide.
Er zijn aanwijzingen dat mensen over de volwassenheid een meer interne beheersingsoriëntatie ontwikkelen. Een zeer externe beheersingsoriëntatie is een voorspeller voor het ontwikkelen van angstige en depressieve gevoelens.

## Testen
De mate waarin iemands locus of control intern of extern is, wordt vastgesteld met behulp van een lijst met stellingen, waaruit steeds de meest passende moet worden gekozen. Zo heeft Rotter een lijst met 29 stellingen opgesteld (waarvan er 23 meetellen in het resultaat, de overige 6 zijn fillers), waarbij de invuller telkens de keuze heeft uit twee mogelijkheden. De vierde stelling luidt bijvoorbeeld (vertaald uit het Engels):
a. Op de lange termijn krijgt iedereen het respect dat hij verdient.
b. Helaas worden mensen vaak niet op waarde geschat, hoe erg ze ook hun best doen.